# 大塚刑事の呪いシリーズ
『大塚刑事の呪いシリーズ』（おおつかけいじののろいシリーズ）は、1979年から1984年にテレビ朝日系「土曜ワイド劇場」で放送されたテレビドラマシリーズ。全4回。主演は長門裕之。
長門裕之が演じる刑事・大塚吾郎が物語の狂言回しを務め、早川雄三・樋浦勉がそれぞれ大塚の上司・部下を演じる。

## 白い手 美しい手 呪いの手
『白い手 美しい手 呪いの手』（しろいて うつくしいて のろいのて）は、1979年にテレビ朝日系「土曜ワイド劇場」で放送されたテレビドラマ。
1973年にフジテレビ系列で放送された『恐怖劇場アンバランス』第12話「墓場から呪いの手」のリメイク作品。

### キャスト（白い手 美しい手 呪いの手）
- 南条信（商社の課長） - 荻島真一
- 白川雪子（商社社員・南条の交際相手） - 堀越陽子
- 白川いずみ（雪子の妹） - 木村理恵
- 宮崎宗春（産業庁の官僚） - 岸田森
- 花山登喜男（食品会社社長） - 山田吾一
- 高橋チエ（クラブママ・野田の愛人） - 原良子
- 渡辺カオリ（重役の娘・南条の縁談相手） - 長谷直美
- 岡村正夫（千葉県警警部・大塚の上司） - 早川雄三
- 花山夫人 - 町田祥子
- 野田夫人 - 五十嵐美恵子
- 井口（千葉県警刑事・大塚の部下） - 樋浦勉
- 千葉県警刑事 - 山西道広、大阪憲
- 商社社員 - 鈴木みどり、町田幸夫、島村卓志
- 警官 - 丸林昭雄、鹿島信哉
- 野田剛造（商社の部長） - 渥美国泰
- 大塚吾郎（千葉県警刑事） - 長門裕之
- 村上幹夫、米津高明、江尻光子、和気ますみ、真辺了子、宇乃巫麻、倉富勝士

### スタッフ（白い手 美しい手 呪いの手）
- 原案 - 若槻文三
- 脚本 - 武末勝、若槻文三
- 監督 - 富本壮吉
- 音楽 - 津島利章
- プロデューサー - 円谷皐、円谷粲、宍倉徳子、吉津正
- 制作 - テレビ朝日、円谷プロダクション

## 怨霊! あざ笑う人形
『怨霊! あざ笑う人形』（おんりょう! あざわらうにんぎょう）は、1980年にテレビ朝日系「土曜ワイド劇場」で放送されたテレビドラマ。

### キャスト（怨霊! あざ笑う人形）
- 井村久美（主婦） - 松原智恵子
- 北原俊彦（久美の友人・井村の親友） - 横内正
- 野々村清（井村の部下） - 岸田森
- 広田（商社常務・井村の上司） - 滝田裕介
- 井村順一郎（久美の夫・商社勤務） - 長谷川哲夫
- 順一郎の母 - 風見章子
- 磯村良枝（北原の婚約者） - 岡江久美子
- 岡村正夫（警部・大塚の上司） - 早川雄三
- 井口（刑事・大塚の部下） - 樋浦勉
- 刑事 - 中康次
- 空港アナウンス - 白石のり子
- 井村ゆかり（久美の娘） - 五十嵐理恵
- 大塚吾郎（刑事） - 長門裕之

### スタッフ（怨霊! あざ笑う人形）
- 脚本 - 押川國秋
- 監督 - 富本壮吉
- 音楽 - 津島利章
- プロデューサー - 円谷皐、宍倉徳子、塙淳一
- 制作 - テレビ朝日、円谷プロダクション

## 怪奇! 金色の眼の少女
『怪奇! 金色の眼の少女』（かいき! きんいろのめのしょうじょ）は、1980年にテレビ朝日系「土曜ワイド劇場」で放送されたテレビドラマ。

### キャスト（怪奇! 金色の眼の少女）
- 黒須伶子（高校三年生） - 斉藤とも子（3歳時：若命真裕子）
- 黒須悦子（黒須の妻・伶子の養母） - 岩崎加根子
- 黒須圭一（伶子の養父・貿易商） - 根上淳
- 宇田杉男（悦子のいとこ・不動産業経営者） - 岸田森
- 藤崎葉子（シスター） - 原知佐子
- 宇田安子（宇田の妻・元クラブ歌手） - 中島葵
- 吉岡（シスター） - 榊原るみ
- 片桐小夜子（伶子の母親） - 伊藤めぐみ
- 岡村正夫（富士見署警部・大塚の上司） - 早川雄三
- 井口（富士見署刑事・大塚の部下） - 樋浦勉
- 中里（富士見署刑事部長） - 山本清
- 専務 - 入江正徳
- 往診医 - 宮沢元
- 滝川 - 長谷川広
- 高校生 - 横田智美、吉田友子、中村礼子
- ミホ - 大久保由美
- 樋垣政子（富士見署婦人警官少年係） - 市毛良枝
- 大塚吾郎（富士見署刑事） - 長門裕之

### スタッフ（怪奇! 金色の眼の少女）
- 脚本 - 若槻文三
- 監督 - 富本壮吉
- 音楽 - 津島利章
- プロデューサー - 円谷皐、円谷粲、宍倉徳子、吉津正
- 制作 - テレビ朝日、円谷プロダクション

## 呪いのマネキン人形
『呪いのマネキン人形』（のろいのマネキンにんぎょう）は、1984年にテレビ朝日系「土曜ワイド劇場」で放送されたテレビドラマ。

### キャスト（呪いのマネキン人形）
- 大塚吾郎（富士見署刑事） - 長門裕之
- 沢井久美（大塚の姪） - 真野あずさ
- 松本（弁護士） - 村上弘明
- 本庄夏子（松本の婚約者・モデル） - 高倉美貴
- 岡村正夫（富士見署警部・大塚の上司） - 早川雄三
- 田山（富士見署刑事・大塚の部下） - 樋浦勉
- 野川（銀行の支店長） - 草薙幸二郎
- 中原（不動産業者） - 江角英明
- 山口 - 村松克巳
- 青木市郎（「アオキ工芸社」社員） - 石橋蓮司
- 伊藤まり子 - 明日香いずみ
- 『リルケ』のママ - 有田麻里
- 売り場チーフ - 牧野博美
- 青木の弟子 - 中村教雄
- 売り場スタッフ - 熊谷雄二
- ホステス - 工藤光子
- ウェイトレス - 天野日奈子
- 華田江里子（黒崎の愛人・デザイナー） - 真木洋子
- 黒崎（婦人服メーカー「モンシェリ」社長） - 佐藤慶
- 小川祐喜子、松下美帆子

### スタッフ（呪いのマネキン人形）
- 脚本 - 若槻文三
- 監督 - 村川透
- 音楽 - 津島利章
- プロデューサー - 川田方寿、宍倉徳子
- 制作 - テレビ朝日、円谷プロダクション